# Answald (1909)
SMH „Answald” (Flugzeugmutterschiff 1, FS 1) – pomocniczy tender wodnosamolotów i torpedowców używany przez Kaiserliche Marine w okresie I wojny światowej.

## Historia

### „Answald”
Statek pasażersko-towarowy „Answald” został zbudowany dla Hamburg-Bremer Afrika Line, zwodowany był we wrześniu 1909. Statek mierzył 133,6 metrów długości, 16,6 metrów szerokości, jego zanurzenie wynosiło do 7,4 metrów. Napęd stanowiły dwie maszyny parowe z trzema kotłami i pojedynczą śrubą}. Moc silników wynosiła 2800 IHP, prędkość maksymalna statku wynosiła 11 węzłów. Rejestr LLoyda podaje nieco odmienne dane: długość 127,9 m, szerokość 13,8 m i zanurzenie 8,4 m, nośność brutto 5401 BRT i netto 3436 NRT. Statek miał dwa pokłady, oświetlenie elektryczne, napędzany był przez dwie śruby, dwie dwucylindrowe maszyny parowe o średnicy tłoka 48 cm i skoku 140 cm, pracujące pod ciśnieniem roboczym 134 psi, o mocy nominalnej 450 NHP.

### SMH „Answald”
3 lipca 1914 statek został wynajęty przez Kaiserliche Marine w celu przystosowania go do roli jednostki pomocniczej (Seiner Majestät Hilfsschiff, SMH, Okręt Pomocniczy Jego Cesarskiej Mości), prace wykonano w stoczni Danzig Kaiserliche Werft. Okręt został przystosowany do roli pomocniczego tendra wodnosamolotów, a także tendra torpedowców przenoszącego bunkier, ogólne zaopatrzenie i wodę, zbudowano na nim także dobrze wyposażony szpital okrętowy}. Do obsługi wodnosamolotów wybudowano na nim dwa duże hangary, dziobowy liczył 16,4 x 12,4 metry, a rufowy 16,9 x 12 metrów, mógł przewozić do sześciu wodnosamolotów}. Uzbrojenie stanowiły dwie armaty przeciwlotnicze 88 mm.
17 lipca okręt został wcielony do Floty jako Flugzeugmutterschiff 1 (FS1).
25-28 lipca przeprowadzono próby morskie w okolicach Wilhelmshaven, które wykazały, że okręt nie nadaje się operacji na Morzu Północnym z powodu małej prędkości maksymalnej i dużej niestabilności spowodowanej wybudowanymi na pokładzie hangarami. Okręt powrócił do portu, gdzie zwiększono jego balast i dodano jeszcze jedną armatę przeciwlotniczą 88 mm.
Pomiędzy 20 lipca a 12 maja 1916 okręt stacjonował w Libau, a później, już do końca wojny w Swinemünde, samoloty okrętu używane były najczęściej do rutynowych patroli okolicznych terenów.
W czasie wojny na „Answaldzie” zaokrętowany były wodnosamoloty z serii Friedrichshafen, począwszy od Friedrichshafen FF.29, do Friedrichshafen FF.64, ale głównie różne wersje Friedrichshafen FF.33.

### Vulcan City
Po wojnie, w 1919 roku, okręt pod swoją oryginalną nazwą, został przekazany Wielkiej Brytanii w ramach reparacji; w 1921 roku zakupił go armator St.Just Steamship Co.Ltd., który przemianował go na „Vulcan City”. Po przebudowach, nośność brutto spadła do 5297 BRT, a netto 3324 NRT. Statek został wyposażony w radio, kotły przystosowania do opalania paliwem płynnym, maszyny parowe miały tłoki o średnicy 66 cm, a moc ich wzrosła do 876 NHP. W 1929 jednostkę przejęło przedsiębiorstwo  Reardon Smith Line Ltd., pod którego flagą pływał do 1933, kiedy został złomowany w stoczni Hughes Bolckow Co. w Blyth.